# Georg Knauer (Politiker)
Georg Ludwig Knauer (* 29. April 1895 in Würzburg; † 12. Februar 1971 in Bremen) war ein deutscher Syndikus und Politiker. Er war Mitglied in der Nationalsozialistischen Deutsche Arbeiterpartei, nach 1945 in der FDP und als Nachrücker Mitglied der Bremischen Bürgerschaft.

## Biografie
Knauer war seit Januar 1929 stellvertretender Syndikus der Bremer Angestelltenkammer. Nach deren Auflösung im Frühjahr 1936 war er zunächst bis Jahresende arbeitslos und dann von Januar 1937 bis Dezember 1941 hauptamtlicher Rechtsberater für Sozialversicherungswesen bei der Deutschen Arbeitsfront (DAF). Ab März 1942 war er als Personalsachbearbeiter in der Privatwirtschaft tätig.
Nach Kriegsende war Knauer als Angestellter im öffentlichen Dienst berufstätig.
Er war verheiratet mit Helene Berta, geb. Seidler (1896–1972).

## Politik
Er trat zum 1. Mai 1933 der NSDAP (Mitgliedsnummer 2.829.443) und Juli 1937 der NSV bei.
Im Dezember 1947 wurde er als „Mitläufer“ entnazifiziert, nach Knauers Einspruch erfolgte die Bestätigung dieser Einstufung im April 1948 und die endgültige Bestätigung im Oktober 1948.
Nach dem Krieg wurde er Mitglied der FDP, für die er jeweils in Nachfolge 1. für Hans Meineke von Oktober bis November 1951 und 2. für Gertrud Harms ab 26. März 1953 bis Oktober 1955 zeitweise Mitglied der Bremischen Bürgerschaft war.